# رقص رياضي
الرقص الرياضي هو  إحدى الألعاب الرياضية التي تجرى في صالة مغلقة. وهو تختلف عن الرقص التقليدي، ولها اتحادات محلية ودولية مثل الاتحاد العالمي لرياضة الرقص.
رُكِّب اسمها لنيل الاعتراف الأولمبي بها كرياضة؛ علمياً من خلال الأداء الفسيولوجي فيها.

## التاريخ
نظمت أول بطولة عالمية غير رسمية عام 1909 ، قدم أوليف ربمان أول فريق منظم سنة 1932 في صالة أستوريا المغلقة، بلندن. وكان أول بث حي لهذه الرياضة على التلفاز سنة 1960م.

## الأنماط
مصطلح رياضة الرقص ينطبق على النظام العالمي، ويشمل:
- المعيار الدولي.
- اللاتين الدولي.
- السلس الأمريكي.
- الإيقاعي الأمريكي.

وتطبق هذه الفئات على الرقص المزدوج، وعلى الرقص التشكيلي.

## المنظمات الدولية الحاكمة

### المجلس العالمي للرقص
مجلس الرقص العالمي (WDC) شركة محدودة مسجلة، والخلف القانوني للمجلس الدولي لرقص البولروم (ICBD)، الذي تشكل في عام 1950 في إدنبرة. وهو يعمل خلال المجلس العمومي واثنتين من اللجان هما:
- لجنة رياضة الرقص العالمية، وتنظم الفعاليات الاحترافية لهذه الرياضة على المستوى الدولي.
- لجنة الرقص الاجتماعي العالمية، وتتعامل مع جميع شؤون الرقص الاحترافي المتعلقة بنشاطات مدارس الرقص ومعلمي الرقص.[12] وهي لا تنظم الرقص الاجتماعي بشكل مباشر، ولكن تدعه لمنظمات معلمي الرقص، مثل الجمعية الملكية لمعلمي الرقص، وسلسلة مدارس تعليم الرقص في الولايات المتحدة.

عام 2007 أنشئت رابطة المجلس العالمي للرقص للهواة، وهي تنظم عدداً من المنافسات ولها نظامها العالمي الخاص لترتيب الراقصين الهواة.
تملك الدول الأعضاء في المجلس منظماتها المحلية الخاصة لهذه الرياضة، مثل المجلس البريطاني للرقص، والذي ينظم العديد من الحفلات والفعاليات في البلاد، المنظمات المحلية تصدر قراراتها بالتشاور مع المجلس العالمي للرقص.

### الاتحاد العالمي للرقص الرياضي
الاتحاد العالمي لرياضة الرقص (WDSF) سمي سابقاً بالاتحاد الدولي للرقص الرياضي(IDSF)، هو الجسم المنظم للرقص الرياضي على المستوى الدولي. وتعترف به اللجنة الأولمبية الدولية (IOC).
تأسس سنة 1957 تحت اسم المجلس الدولي للراقصين الهواة، وسمي سنة 1990 بالاتحاد الدولي للرقص الرياضي(IDSF)، وغير اسمه إلى ما هو عليه الآن سنة 2001، للتعريف بوضعه الفعلي عالمياً.
في الماضي كان الاتحاد يركز على الراقصين الهواة ومسابقاتهم، في 2010 أنشئ قسم احترافي وعرف بالاختصار (IPDSC).
أعضاء الاتحاد العالمي ليسوا مؤهلين للمنافسة ما لم يزكيهم الاتحاد نفسه أو أحد الاتحادات المنتسبة إليه. لكن في سنة 2012 وخلال الاجتماع السنوي العام صوّت الأعضاء على منحهم الحق في الرقص الرياضي.

## المنافسات

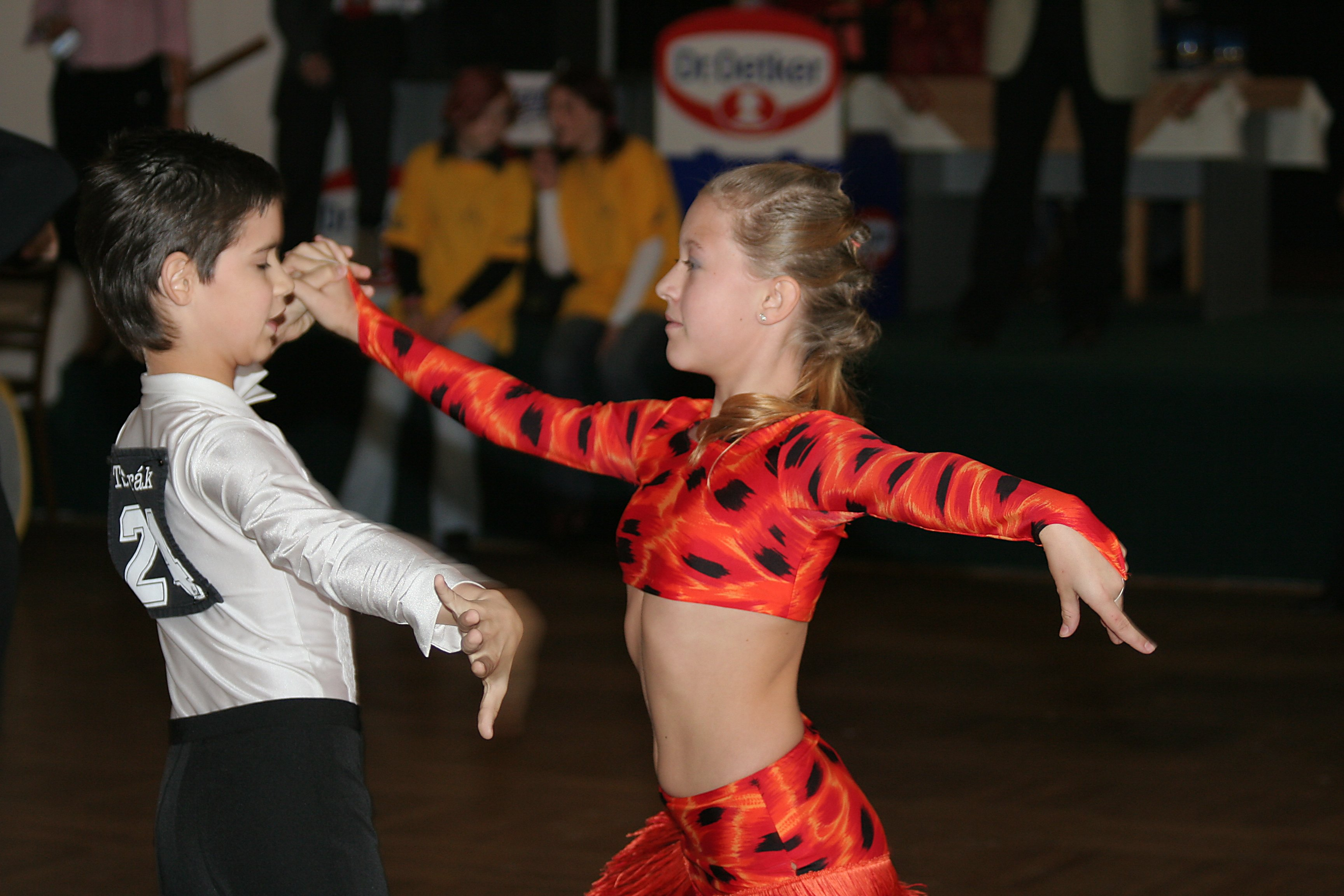
مسابقة تشا تشا تشا للصغار في جمهورية التشيك.

هناك عدد كبير من المنافسات المتنوعة في الرقص الرياضي، تتدرج من مهرجان بلاكبول للرقص المفتوح للجميع، إلى المسابقات المخصصة لطلبة الجامعات؛ مثل تلك التي تنظمها رابطة رقص إنتر فارسيتي في المملكة المتحدة.
تنظم المسابقات للهواة حسب فئات العمر والخبرة أو كليهما، على سبيل المثال التقسيم حسب العمر يكون لأقل من 12 سنة (البراعم)، من 12-16 سنة (الصغار)، من 16-19 سنة (الشباب). أحياناً قد تكون هناك فئات تغطي مراحل كبيرة من العمر مثل الصغار (تحت 21 سنة)، الكبار فئة أولى (فوق 35 سنة)، الكبار فئة ثانية (فوق 45 سنة)، الكبار فئة ثالثة (فوق 50 سنة).
مسابقات الكبار تقسم بدورها إلى فئات مبتدئين ومبتدئين متوسطين، ومتوسطين، وقبل الهواة، وهواة.

### الحجم الأدنى لساحة التنافس حسب معيار الاتحاد العالمي للرقص الرياضي
تحدد المساحة التي يمارس المشاركون رقصاتهم فيها بما يلي حسب البلد:
| المكان           | المقياس الرسمي | بالمتر المربع | بالقدم المربع |
| ---------------- | -------------- | ------------- | ------------- |
| أوروبا           | 26 × 16 م      | 416           | 4478          |
| الصين            | 23 × 15 م      | 345           | 3714          |
| الولايات المتحدة | 60 × 36 ياردة  | 201           | 2160          |
| كندا             | 60 × 35 ياردة  | 195           | 2100          |

في سنة 2011، نظمت مسابقة الاتحاد العالمي المفتوحة، والمسابقة الأسترالية الوطنية في قاعة هايسنس أرينا في القرية الأولمبية في ملبورن، وكانت أرضيتها بمساحة 84 × 37.7م، وكانت أكبر بـ 7.61 مرة مما يتطلبه معيار الاتحاد العالمي.

### أحكام
لمجلس الرقص العالمي (WDC) قوانين وأحكام مفصلة. فمثلاً: تحفظ الموسيقى سرية حتى ابتداء التنافس، ويجب أن يكون للموسيقى وتيرة صارمة، ويجب في منافسات الأزواج أن لا تقل مدتها عن 90 ثانية ولا تزيد عن دقيقتين (120 ثانية).
تقتصر بعض المنافسات الأولية على الحركات الأساسية للرقص، لكن المنافسات الدولية تخضع لعلم الكوريوغرافيا، ضمن حدود التقليد في الرقصات الفردية. لرقصة فالس فيينا محددات حركية: سبع خطوات محددة، والرفع ليس مسموحاً فيها إلا إذا كان في عنوان عرض الرقص.
في النهاية تحدد علامات الأزواج بناء على كل من: التوقيت، وحركة الأقدام، والارتفاع والهبوط، والموازاة، والاتجاه، والتفاعل مع الأرضية.
يخضع المتنافسون لفحص تعاطي المنشطات حسب لوائح الوكالة العالمية لمكافحة المنشطات.

## رياضة الرقص كرياضة أولمبية
اعترفت اللجنة الأولمبية الدولية بالرقص الرياضي في 5 سبتمبر 1997 ، ومنذئذ أضافت كثير من المنظمات المهتمة بالرقص مقطع «الرياضي» إلى أسمائها مما أعطى الاتحاد العالمي للرقص الرياضيمكانة مرموقة. ويظهر موقع الاتحاد على النت رسائل رسمية من اللجنة الأولمبية الدولية تعترف بالرقص الرياضي وتؤكد أنه يتفق مع المادة التاسعة والعشرين من الميثاق الأولمبي.
يعطي الاتحاد العالمي نظرة متفائلة لضم الرقص الرياضي إلى البرنامج الأولمبي، لكنه منذ الاعتراف به لم يُدرج في هذا البرنامج إطلاقاً، فهو لم تدرج في أولمبياد بكين 2008 ولا في أولمبياد لندن 2012. وهناك شك كبير في أن إدراجه سيتمفي المستقبل.

## المتطلبات الفسيولوجية
رقص القاعة المغلقة (بولروم دانسينج) نشاط مشترك بين ذكر وأنثى، يتطلب مهارات أعلى منها في الرقص الشعبي، كما يتطلب مستوى عالياً من اللياقة البدنية، يخضع المتنافسون لتدريبات وقواعد غذائية صارمة تؤدي إلى تعزيز أدائهم بأكبر قدر ممكن، لمنحهم الطاقة اللازمة لأداء هذه الرياضة المفعمة بالنشاط.
أظهرت دراسة أسترالية سنة 1988 مقدار الطاقة اللازمة لأداء هذه الرياضة بنوعيها اللاتيني الأمريكي، والمعياري. وذلك من خلال قياس معدل ضربات القلب للاعب أثناء أدائه للرياضة، كما قيس كل من الطول والوزن ونسبة الدهون في الجسم، والكتلة الخالية من الدهون، ومعدل ضربات القلب القصوى ومعدل ضربات القلب أثناء الاستراحة، ومقادير سحب الأكسجين القصوى (VO2). وقد أجري ذلك خلال خمس رقصات بين كل رقصة وأخرى من 15-20 ثانية استراحة.
كان معدل ضربات القلب للراقص في الرقصة المعيارية 170 ضربة لكل دقيقة، وفي الرقصة اللاتينية الأمريكية 168 ضربة لكل دقيقة. وللراقصات في المعيارية 179 ضربة لكل دقيقة، وفي اللاتينية الأمريكية 177 ضربة لكل دقيقة. وقد خلصت الدراسة في النهاية إلى أن الطاقة المستخدمة أثناء الرقص هي للرجال في المعيارية 54.1 ± 8.1 كيلو جول لكل دقيقة، وفي اللاتينية الأمريكية 54.0 ± 9.6 كيلو جول في الدقيقة، وللنساء في المعيارية 34.7 ± 3.8 كيلو جول لكل دقيقة، وفي اللاتينية الأمريكية 36.1 ± 4.1 كيلو جول لكل دقيقة.
أجريت تجربتان أخريان وتوصلتا إلى نتائج مشابهة وفي الدراسات الثلاث يظهر الفرق واضحاً بين الذكور والإناث. حيث يتطلب الذكور كمية أكسجين أكبر وطاقة أعلى وهذا خاضع لتركيبة الجنسين الفسيولوجية المختلفة، واختلاف طرق تمثيل الطاقة لدى كل منهما.
بمقارنة الطاقة المتطلبة بالكيلوجول لكل دقيقة أداء في رقص البولروم () مع الرياضات الأخرى ككرة السلة (35.83 كيلو جول لكل دقيقة) والماراثون (44.37 كيلو جول لكل دقيقة) فإنها لا شك ستكون رياضة كغيرها من الرياضات.

## وصلات خارجية
- الاتحاد العالمي للرقص الرياضية
- كونفدرالية الروك أند رول العالمية